# Led Zeppelin (DVD)
| Críticas profissionais | Críticas profissionais |
| Avaliações da crítica  | Avaliações da crítica  |
| Fonte                  | Avaliação              |
| ---------------------- | ---------------------- |
| All Music Guide link   | 4.5 de 5 estrelas.     |

Led Zeppelin é um DVD duplo da banda britânica de rock Led Zeppelin lançado em 2003. A gravação do DVD possui registro desde 1969 a 1979 com clipes de 1990 e inclui espetáculos no Royal Albert Hall em 1970, Madison Square Garden em 1973, Earls Court em 1975 e Knebworth em 1979. O box set foi lançado no Reino Unido em 26 de maio e nos Estados Unidos no dia seguinte. Boa parte do material contido no DVD já era conhecido pelos fãs da banda. As apresentações no Earls Court e em Knebworth (1975 e 1979) já haviam atingido o grande público através de bootlegs (DVDs e CDs não oficiais) sendo que das 5 apresentações no Earls Court em 1975, duas já eram conhecidas pelos fãs que compartilham DVDs bootlegs, assim como as duas apresentações no Festival de Knebworth em 1979. Vale reportar que cada apresentação na integra chega a atingir mais de 3 horas e meia de duração. Inclusive, no DVD bônus da reedição de The Song Remains the Same, Peter Grant faz referência à sua cópia do vídeo da apresentação em Earls Court e a conceitua como fraca. Já a apresentação no Royal Albert Hall foi gravada para um programa especial para a BBC, que não foi veiculada e por fim as filmagens foram "engavetadas". O restante do material que se encontra nos menus e nos extras são totalmente inéditos.
O Box set foi muito elogiado na época de seu lançamento, já que inaugurou a era dos "DVDs de retrospectivas" com mais de 5 horas de material, sendo que várias bandas aderiram a pratica, como exemplo do Kiss, com sua série Kissology, e o Iron Maiden com seus DVDs relatando sua história (The Early Days/Live After Death & Maiden England), dentre outros.
Uma versão condensada para caber em apenas um disco também foi lançada junto com a compilação Mothership em 2007, que incluía os maiores sucessos da banda.

## Faixas

### Disco um:
Royal Albert Hall - 9 de janeiro de 1970
- "We're Gonna Groove" (King/Bethea) – 3:14
- "I Can't Quit You Baby" (Dixon) – 6:25
- "Dazed and Confused" (Holmes) – 15:10
- "White Summer" (Page) – 11:54
- "What Is and What Should Never Be" (Page/Plant) – 4:02
- "How Many More Times" (Page/Jones/Bonham) – 20:02
- "Moby Dick" (Bonham/Jones/Page) – 15:02
- "Whole Lotta Love" (Page/Bonham/Plant/Jones) – 6:03
- "Communication Breakdown" (Page/Jones/Bonham) – 3:40
- "C'mon Everybody" (Cochran) – 2:28
- "Something Else" (Cochran) – 2:02
- "Bring It on Home" (Page/Plant) – 7:33

Clipe promocional da Atlantic Records - fevereiro de 1969
- "Communication Breakdown" (Page/Jones/Bonham) – 2:24

Danmarks Radio (Gladsaxe Teen Club, Gladsaxe) - 17 de março de 1969
- "Communication Breakdown" (Page/Jones/Bonham) – 2:46
- "Dazed and Confused" (Holmes) – 9:09
- "Babe I'm Gonna Leave You" (Bredon/Page) – 6:46
- "How Many More Times" (Page/Jones/Bonham) – 12:20

Supershow (Staines Studio, Londres) - 25 de março de 1969
- "Dazed and Confused" (Holmes) – 7:31

Tous En Scene (Theatre Olympia, Paris) - 10 de outubro de 1969
- "Communication Breakdown" (Page/Jones/Bonham) – 2:51
- "Dazed and Confused" (Holmes) – 5:12

### Disco dois
Sydney Showground - 27 de fevereiro de 1972, audio de Long Beach Arena - 27 de junho de 1972
- "Immigrant Song" (Page/Plant) – 4:03

Madison Square Garden - 27,28 e 29 de julho de 1973
- "Black Dog" (Page/Plant/Jones) – 5:30
- "Misty Mountain Hop" (Page/Plant/Jones) – 4:50
- "Since I've Been Loving You" (Page/Plant) – 8:03
- "The Ocean" (Bonham/Jones/Page/Plant) – 4:16

Earls Court - 24 e 25 de maio de 1975
- "Going To California" (Page/Plant) – 4:41
- "That's the Way" (Page/Plant) – 6:04
- "Bron-Y-Aur Stomp" (Page/Plant/Jones) – 5:31
- "In My Time of Dying" (Bonham/Jones/Page/Plant) – 11:14
- "Trampled Under Foot" (Jones/Page/Plant) – 8:14
- "Stairway to Heaven" (Page/Plant) – 10:32

Knebworth - 4 de agosto de 1979
- "Rock and Roll" (Page/Plant/Jones/Bonham) – 3:47
- "Nobody's Fault But Mine" (Page/Plant) – 5:45
- "Sick Again" (Page/Plant) – 5:08
- "Achilles Last Stand" (Page/Plant) – 9:03
- "In the Evening" (Jones/Page/Plant) – 7:56
- "Kashmir" (Bonham/Page/Plant) – 8:50
- "Whole Lotta Love" (Page/Bonham/Plant/Jones) – 7:06
- "You'll Never Walk Alone" – 1:21

NBC Studio em Nova Iorque - 19 de setembro de 1970
- Entrevista coletiva – 3:27 (mono)

Sydney Showground - 27 de fevereiro de 1972
- "Rock and Roll" (Page/Plant/Jones/Bonham) – 3:06

ABC Get To Know - 27 de fevereiro de 1972
- Entrevistas com John Bonham e John Paul Jones por Jeune Pritchard após concertos

BBC2 The Old Grey Whistle Test - 12 de janeiro de 1975
- Entevista com Robert Plant no Vorst National em Bruxelas por Bob Harris – 3:47

Remasters Promo One - outubro de 1990
- "Over the Hills and Far Away" (Page/Plant) – 4:49

Remasters Promo Two - outubro de 1990
- "Travelling Riverside Blues" (Page/Plant/Johnson) – 4:12

## Menus e extras
Apesar de a atração principal do DVD ser incríveis performances ao vivo, ainda tem muito conteúdo tanto de áudio como de vídeo inéditos nos menus e em opções extras ou secretas do DVD, dentre os conteúdos inéditos destacam-se:

Disco Um:
- Backstage da apresentação em Royal Albert Hall, que é a atração principal do Disco Um
- Trecho de Heartbreaker e de Organ Solo, também do Royal Albert Hall

Disco Dois:
- Backstage da apresentação no Madison Square Garden, uma das atrações principais do Disco Dois
- The Song Remains The Same, tocado em uma apresentação em Los Angeles na turnê Norte Americana de 1977
- Vídeo do Starship, avião utilizado pelo Led Zeppelin para transporta-los durante as turnês
- Pequeno trecho de Thank You, da apresentação no Royal Albert Hall, apresentada no Disco Um

Ambos os Discos:
- Menus: Única visita do Led Zeppelin à Islândia em 1970, incluindo pequeno trecho de Dazed and Confused
- Clipe de créditos: Heartbreaker, tocado na apresentação no Royal Albert Hall, mas dessa vês um trecho mais completo do que o apresentado nos menus do Disco Um

## Integrantes
- Jimmy Page - produção, direção criativa, guitarra elétrica e acústica
- Robert Plant - vocal e harmônica
- John Paul Jones - baixo, teclado e bandolim
- John Bonham - bateria e percussão
- Dick Carruthers - produção e direção criativa
- Kevin Shirley - engenharia de som

## Ligações Externas
- The Garden Tapes